# Volo Ukraine International Airlines 752
Il volo Ukraine International Airlines 752 è stato un collegamento aereo di linea tra Teheran (OIIE) in Iran e Kiev (UKBB) in Ucraina. L'8 gennaio 2020, il Boeing 737-800 con marche UR-PSR che effettuava il servizio, è stato abbattuto pochi minuti dopo il suo decollo dall'aeroporto Internazionale di Teheran-Imam Khomeini, uccidendo i 176 a bordo, fra cui 9 componenti l'equipaggio. Tale avvenimento lo pone tra i più gravi incidenti in territorio iraniano dopo quello del volo Iran Air 655 abbattuto dall'incrociatore statunitense USS Vincennes il 3 luglio 1988 (290 vittime) e dell'incidente delle guardie della rivoluzione islamica avvenuto il 19 febbraio 2003 (275 vittime). È anche il primo incidente della compagnia Ukraine International Airlines.

## Il contesto
L'incidente è avvenuto nel corso di una crisi diplomatica tra Iran e Stati Uniti d'America, culminata qualche giorno prima con l'uccisione a Baghdad del generale Qasem Soleimani da parte di un aeromobile a pilotaggio remoto statunitense. L'11 gennaio 2020, dapprima il presidente iraniano Hassan Rouhani con un laconico comunicato su Twitter, cui ha fatto seguito, con una conferenza stampa, il comandante generale della Forza aerospaziale del Corpo delle guardie della rivoluzione islamica, il generale di brigata Amir Ali Hajizadeh, hanno infine ammesso di aver abbattuto per errore il velivolo ucraino, scambiandolo per un mezzo militare ostile (missile da crociera) dopo giorni di tergiversazioni e a seguito di pressioni internazionali canadesi ed ucraine sulla vicenda.
La crisi diplomatica si è estesa alla Gran Bretagna poiché l'ambasciatore britannico a Teheran, Rob Macaire, è stato arrestato dalla polizia locale dopo aver partecipato ad una veglia di preghiera proprio per le vittime del volo UIA 752; l'ambasciatore ha riferito di essersi recato alla veglia per omaggiare le vittime tra le quali tre cittadini britannici, ma di essersi immediatamente allontanato quando sono iniziati canti di protesta, nondimeno è stato bloccato mentre era già diretto all'ambasciata e trattenuto per mezz'ora. In seguito alle proteste oltre 30 dimostranti sono stati arrestati e si parla di uso di armi contro di loro, nonostante le autorità parlino di "tolleranza verso dimostrazioni legali". La vicenda ha generato reazioni nel giornalismo iraniano; tre donne in diversi ruoli nella rete pubblica iraniana Irib e in altre testate hanno dato le dimissioni con frasi come "Scusatemi, ho mentito per 13 anni", ed agenzie danno come causa scatenante proprio la censura imposta ai media relativamente alla vicenda dell'abbattimento, e reazioni simili si sono manifestate in vari settori della società iraniana.

## L'incidente

Grafico di altitudine e velocità del volo.

Il volo era operato dalla Ukraine International Airlines, compagnia di bandiera e maggiore compagnia aerea dell'Ucraina. Partendo dall'aeroporto Internazionale Imam Khomeini della capitale iraniana Teheran, l'aereo avrebbe dovuto raggiungere l'aeroporto di Kiev-Boryspil' della capitale ucraina Kiev. L'aereo trasportava 176 persone, tra cui nove membri dell'equipaggio e quindici bambini.
Il volo 752 è decollato dalla pista 29R con un'ora di ritardo rispetto all'orario previsto, alle 06:12:08 ora locale (UTC+3:30), e doveva atterrare a Kiev alle 08:00 ora locale (UTC+2:00). Tra le 06:14:17 e le 06:14:45, l'aereo ha virato dalla direzione di decollo di 289° alla direzione 313°, seguendo la sua rotta pianificata.
Secondo i dati, l'ultima altitudine registrata dell'aereo era di 7 925 piedi (2 416 m) sopra il livello medio del mare con una velocità al suolo di 275 nodi. L'aeroporto si trova a 3 305 piedi (1 007 m) sopra il livello medio del mare e il terreno intorno a Parand e al luogo dell'incidente si trova circa 410 piedi (120 m) più in alto, a 3 720 piedi (1 130 m). Il volo stava salendo a poco meno di 15 metri al secondo (3.000 ft/min) quando la registrazione dei dati di volo si è interrotta bruscamente vicino all'estremità settentrionale di Enqelab Eslami Boulevard a Parand.
L'analisi di alcuni video effettuata dal New York Times ha mostrato che l'aereo è stato colpito quasi immediatamente dal primo dei due missili a corto raggio (che ha messo fuori uso il transponder) lanciati a distanza di trenta secondi l'uno dall'altro dall'IRGC, e che l'aereo ha mantenuto la sua traiettoria, mentre il secondo missile è stato lanciato 23 secondi dopo, dopo di che ha virato a destra ed è stato visto scomparire in fiamme. Gli investigatori ucraini ritenevano che i piloti fossero stati uccisi all'istante dalle schegge del missile esploso vicino alla cabina di pilotaggio. Tuttavia, un'analisi del registratore vocale della cabina di pilotaggio ha indicato che per almeno 19 secondi dopo il primo attacco, tutti e tre i membri dell'equipaggio hanno continuato a tentare di pilotare l'aereo.
L'ultimo dato ADS-B ricevuto è stato alle 06:14:57, meno di tre minuti dopo la partenza, dopodiché la traccia dell'aereo è stata registrata solo dal radar primario. I suoi ultimi secondi sono stati ripresi in diverse registrazioni video. L'aereo si è schiantato nei campi ai margini del villaggio di Khalajabad, 15 chilometri a nord-ovest dell'aeroporto, e a circa 16 chilometri a Est-Nord Est dell'ultimo attacco missilistico, circa sei minuti dopo il decollo.
Poco dopo l'incidente, i soccorritori arrivarono con 22 ambulanze, quattro autobus e un elicottero, ma gli intensi incendi impedirono i tentativi di salvataggio. I rottami erano sparsi in un'ampia area e non sono stati trovati sopravvissuti. L'aereo è stato completamente distrutto al momento dell'impatto.
Tutti i 176 passeggeri e i 9 membri dell'equipaggio hanno perso la vita. È il peggior incidente aereo coinvolgente un Boeing 737 Next Generation e il secondo dell'intera famiglia del Boeing 737 dopo il volo Lion Air 610.

## Le indagini

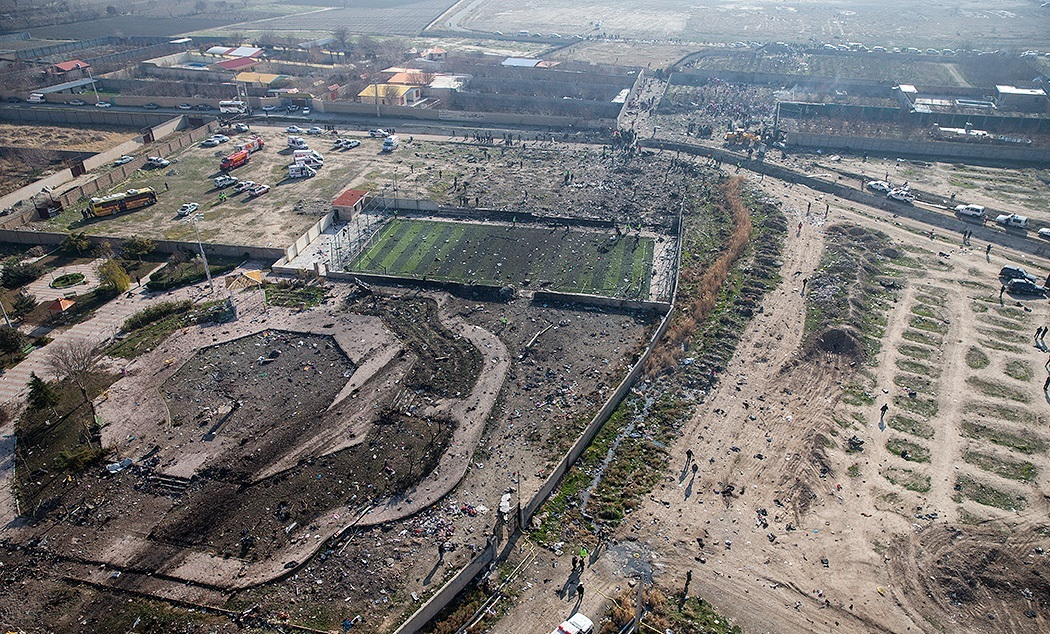
L'area dell'impatto.

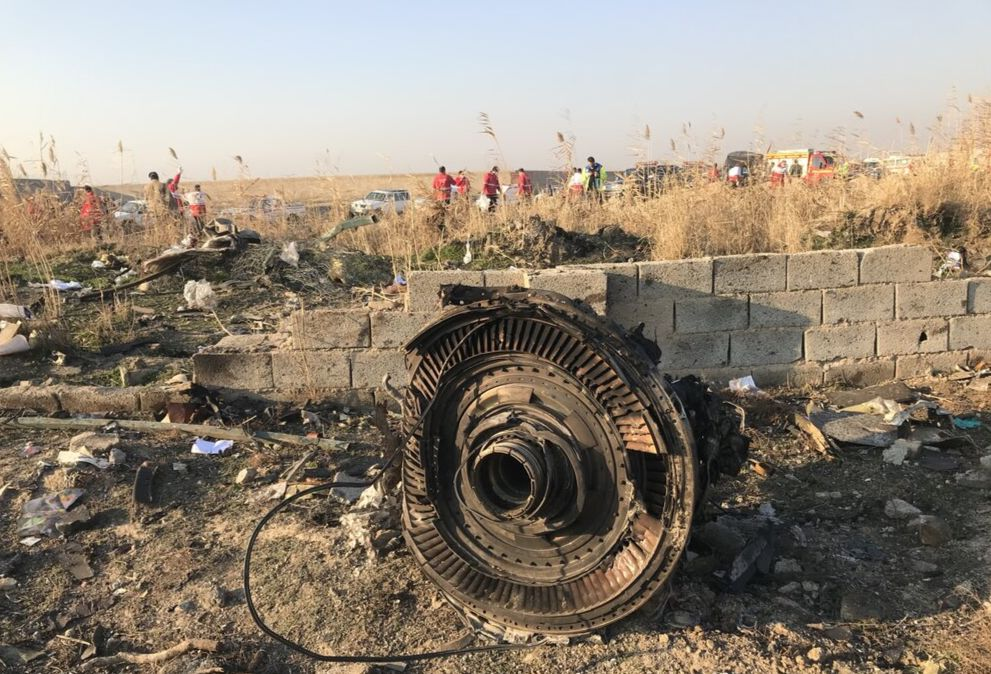
Alcuni detriti del volo.

Le autorità iraniane alle quali l'ICAO assegna l'autorità a condurre le investigazioni in un primo momento hanno annunciato che non avrebbero consegnato le scatole nere alle autorità statunitensi del National Transportation Safety Board (NTSB) o alla Boeing, casa costruttrice del velivolo. Le scatole nere erano state, secondo dichiarazioni di Ali Abedzadeh, direttore dell'Organizzazione dell'aviazione civile iraniana, danneggiate nell'urto; sempre secondo Abedzadeh l'aereo volava a quota 8 000 piedi (2 400 m) diretto a ovest, quando ha virato per rientrare all'aeroporto di partenza.
Nell'immediatezza e nei giorni successivi sono state formulate varie ipotesi sul probabile abbattimento del velivolo a causa di uno o più missili, vista la tempistica che si colloca poco dopo le 02:42 UTC, alcune ore dopo l'inizio dell'attacco missilistico iraniano a due basi statunitensi in Iraq. Anche le autorità ucraine dopo una iniziale aderenza all'ipotesi di guasto ai motori, hanno cambiato l'atteggiamento ufficiale in una attesa delle risultanze dell'inchiesta che "non escludeva missili e neanche terrorismo"; l'inchiesta peraltro avrebbe visto la partecipazione di alcuni tecnici ucraini.
Dopo le iniziali varie voci sempre più insistenti e le successive affermazioni di fonti accreditate da parte USA, canadesi e britanniche sull'abbattimento dell'aereo con un missile da parte iraniana, probabilmente un SA-15 di fabbricazione russa, l'Ucraina ha chiesto di poter inviare dei suoi tecnici a cercare dei frammenti di missile tra i rottami, e l'Iran ha invitato la Boeing a partecipare alle indagini pur confermando decisamente di smentire le ipotesi di abbattimento.
L'11 gennaio, le forze armate iraniane hanno rilasciato un comunicato in cui ammettevano l'errore umano dietro lo schianto del velivolo, colpito da un loro missile. Fonti iraniane hanno rivelato che era stata la guida suprema Ali Khamenei ad ordinare la divulgazione delle vere cause del disastro. Il generale Amir Ali Hajizadeh si è preso la piena responsabilità dell'accaduto, mentre il ministro degli esteri Mohammad Javad Zarif ha accusato gli Stati Uniti d'America di essere la causa indiretta della tragedia, per il clima di tensione generatosi in seguito all'uccisione del generale Soleimani. In ogni caso, l'assunzione di responsabilità da parte iraniana, posteriore alla diffusione di concrete e pesanti prove da parte di varie fonti, ha innescato una serie di proteste di piazza da parte degli studenti al grido di "Abbasso i bugiardi" e "morte al dittatore", complice anche il fatto che molti degli iraniani e canadesi con doppio passaporto presenti sul volo abbattuto erano giovani emigrati dal paese.
Già alcune analisi del 9 gennaio avevano evidenziato come la traiettoria dell'aereo lo avrebbe portato sopra una base di addestramento di un gruppo operazioni speciali dei Pasdaran a Shahrabad-e Ilat, e rilevato come tra questa e l'aeroporto Imam Khomeini da cui era partito il volo fosse dislocata una batteria di missili antiaerei Tor-1; foto con residui di testate di questo tipo di missile erano già state pubblicate il 12 gennaio 2020 ma in attesa di conferma sulla loro veridicità e geolocalizzazione; le ammissioni iraniane in merito non specificavano il tipo di missile; un nuovo video di una telecamera di sicurezza ha rivelato il lancio di due missili piuttosto che uno come valutato inizialmente mentre l'autore del video precedentemente diffuso tra i media era stato arrestato dalle Guardie Rivoluzionarie; secondo le fonti ufficiali i missili sarebbero stati lanciati perché l'aereo era stato scambiato per un missile da crociera.
Il 20 gennaio, l'Iran ha ribadito ufficialmente l'intenzione di non consegnare le scatole nere in quanto intenzionato ad analizzarle presso proprie installazioni, e ha dichiarato che comunque, se fosse stato deciso di spedirle all'estero, la scelta sarebbe ricaduta su Ucraina o Francia.
Il 2 febbraio, un canale televisivo ucraino ha trasmesso una registrazione delle comunicazioni tra un pilota di un volo di Iran Aseman Airlines e un controllore del traffico aereo iraniano. Il pilota avrebbe riferito (in persiano) di aver visto un lampo simile all'esplosione di un missile in cielo. Dopo la fuga di notizie, il presidente ucraino Volodymyr Zelensky ha affermato che le nuove prove dimostravano che l'Iran era ben consapevole fin dai primi momenti che l'aereo era stato abbattuto da un missile. Per questo motivo, il giorno seguente, l'Iran ha interrotto la cooperazione con l'Ucraina nelle indagini sul disastro.
Il 5 febbraio, il Canada ha esortato l'Iran a inviare il registratore di dati di volo e il registratore vocale di cabina in Francia. L'Iran ha rifiutato.
Il 15 febbraio, l'Iran ha ripreso a cooperare con l'Ucraina nelle indagini sul disastro, concordando dove sarebbero stati inviati i registratori di volo per l'analisi.
Il 12 marzo, l'Iran ha accettato di consegnare le scatole nere all'Ucraina. Tuttavia, la pandemia COVID-19 ha ritardato indefinitamente la consegna, che a maggio non era ancora avvenuta.
Il 23 agosto 2020 il governo iraniano ha ammesso, dopo la decriptazione dei dati contenuti nelle scatole nere, che l'aereo era stato abbattuto da due missili Tor-1 a distanza di 25 secondi l'uno dall'altro; è stato inoltre ammesso l'errore umano da parte della base militare iraniana che fece partire i due missili, affermando che pensavano si trattasse di un missile da crociera. I dati registrati delle scatole nere sono, alla fine, stati inviati a tutti i paesi di origine dei passeggeri deceduti durante il volo (personale compreso).
L'8 gennaio 2021, primo anniversario dell'abbattimento, l'Ucraina e diversi altri Paesi hanno rilasciato una dichiarazione congiunta in cui richiedevano all'Iran un'indagine approfondita, ribadendo la necessità di perseguire chiunque sia coinvolto e di fornire un risarcimento completo.

### Relazione finale
Il 17 marzo 2021, la CAOI ha pubblicato la relazione finale sull'incidente, che afferma quanto segue:
Un fattore che ha contribuito è stato:

## Conseguenze
Il 17 gennaio, il governo canadese ha annunciato che avrebbe dato 25.000 dollari canadesi ai parenti di ciascuno dei 57 cittadini canadesi e residenti permanenti che sono stati uccisi nell'incidente; tra loro c'era lo scienziato canadese Forog Khadem, immunologo. I fondi servivano a coprire bisogni immediati, come funerali e spese di viaggio. Tuttavia, il primo ministro canadese Justin Trudeau ha anche dichiarato di ritenere l'Iran finanziariamente responsabile.
Il 19 gennaio, i corpi di 11 cittadini ucraini sono stati restituiti al paese di origine in una solenne cerimonia all'aeroporto internazionale di Boryspil. Le bare, ciascuna coperta da una bandiera ucraina, sono state trasportate una ad una da un Il-76 militare ucraino della 25ª brigata.
Alla commemorazione hanno partecipato il presidente Zelensky, il segretario del Consiglio di sicurezza e difesa nazionale ucraino Oleksiy Danilov, il primo ministro Oleksiy Honcharuk, il presidente della Verkhovna Rada Dmytro Razumkov e altri funzionari e militari.

## Reazioni

### Il traffico aereo

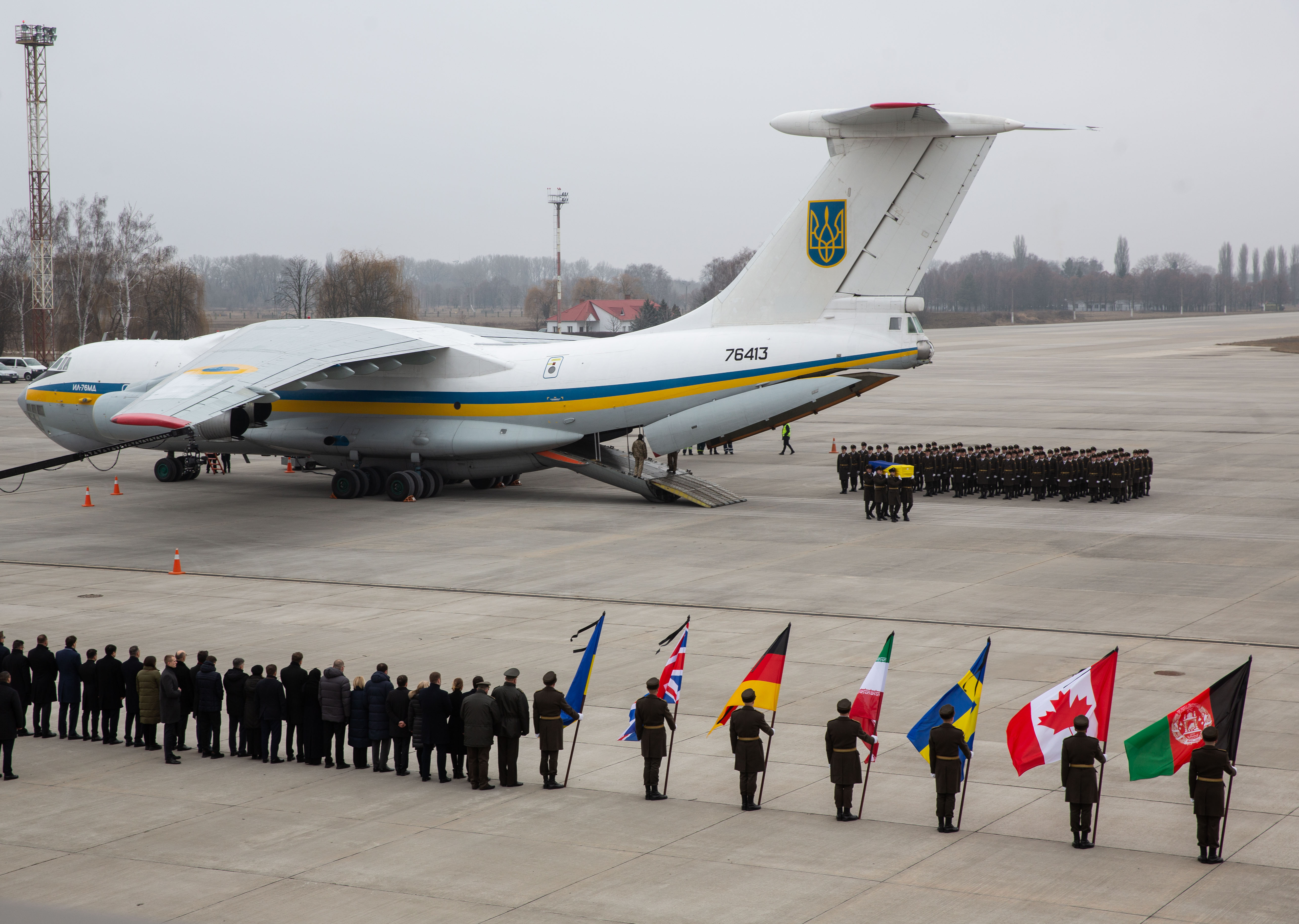
Commemorazione delle vittime all'aeroporto di Kiev-Boryspil'.

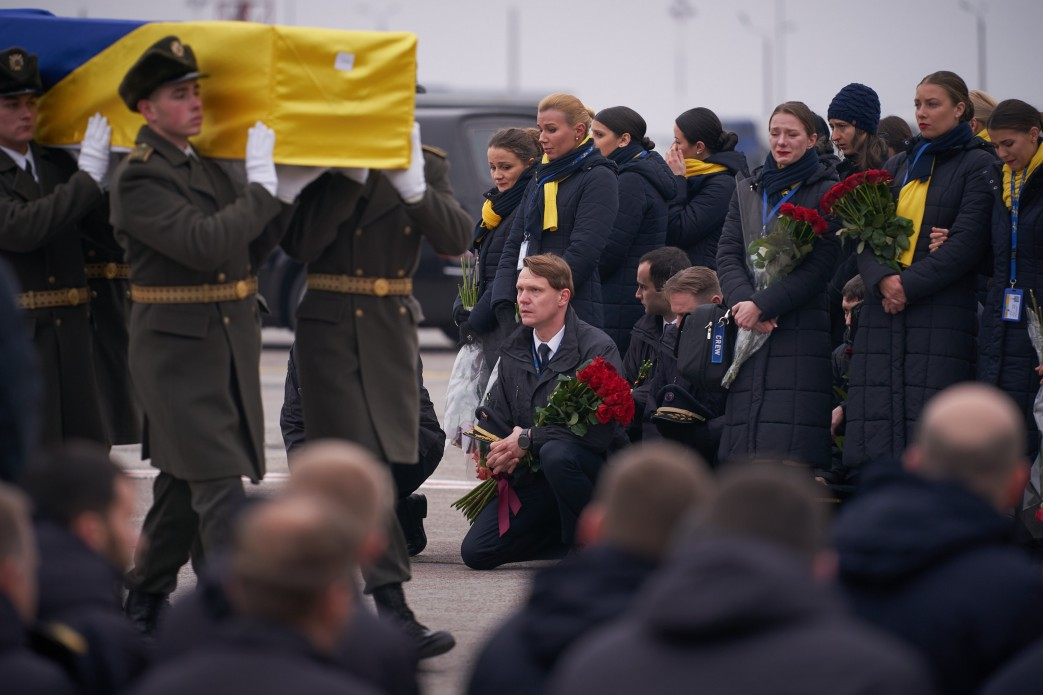
Commemorazione delle vittime.

Il disastro si è verificato nel mezzo di una crisi politica nel Golfo Persico, ore dopo che l'esercito iraniano aveva lanciato 15 missili contro le basi aeree militari statunitensi in Iraq in risposta all'attacco aereo all'aeroporto Internazionale di Baghdad che aveva ucciso il generale iraniano Qasem Soleimani. In risposta, la Federal Aviation Administration (FAA) degli Stati Uniti, in un avviso ai piloti (NOTAM), ha vietato a tutti gli aerei civili americani di sorvolare l'Iran, l'Iraq, il Golfo di Oman e il Golfo Persico. Sebbene il NOTAM della FAA non fosse vincolante per le non statunitensi, molte compagnie aeree lo hanno preso in considerazione nella decisioni riguardanti la sicurezza, in particolare dopo l'abbattimento del volo Malaysia Airlines 17 nel 2014. Diverse compagnie aeree, tra cui Austrian Airlines, Singapore Airlines, KLM, Air France, Air India, SriLankan Airlines, Qantas e Vietnam Airlines hanno iniziato a ripianificare le loro rotte. Altre compagnie aeree, come Lufthansa, Emirates, Flydubai e Turkish Airlines hanno cancellato alcuni voli per aeroporti in Iran e Iraq e avrebbero apportato ulteriori modifiche operative, se ritenuto necessario.
Ukraine International Airlines (UIA) ha sospeso i voli per Teheran a tempo indeterminato poco dopo l'incidente, rendendo indisponibili già quelli del giorno successivo. La sospensione ha inoltre ottemperato a un divieto emesso dall'amministrazione aeronautica statale ucraina per i voli nello spazio aereo dell'Iran per tutti gli aeromobili con numero di registrazione ucraino. Dopo lo schianto, anche altre compagnie aeree, Air Astana e SCAT Airlines hanno dirottato i voli che stavano attraversando l'Iran. Ciò ha fatto seguito a una raccomandazione del Ministero dell'Industria e dello sviluppo delle infrastrutture del Kazakistan, rilasciata alle compagnie kazake dopo l'incidente, allo scopo evitare di sorvolare lo spazio aereo iraniano e di cancellare i voli verso l'Iran. Air Canada ha dirottato il suo volo Toronto-Dubai per sorvolare l'Egitto e l'Arabia Saudita anziché l'Iraq.

### Iran

#### Il governo e le guardie della rivoluzione islamica
L'11 gennaio, il Corpo delle guardie della rivoluzione islamica iraniana ha dichiarato di aver abbattuto l'aereo dopo averlo erroneamente identificato come bersaglio ostile. Il presidente Rouhani ha definito l'incidente un "errore imperdonabile". Il ministro degli Esteri Mohammad Javad Zarif si è scusato per il disastro e ha aggiunto che la conclusione preliminare dell'indagine interna delle forze armate è stata un "errore umano".
Il 17 gennaio, il leader supremo iraniano Ali Khamenei, nel suo primo sermone di venerdì in otto anni, ha difeso l'uccisione accidentale dei passeggeri da parte delle Guardie rivoluzionarie e ha elogiato l'operazione Martyr Soleimani per aver dato uno "schiaffo in faccia" agli Stati Uniti. Il suo sermone arrivò mentre la rabbia pubblica aumentava contro il governo per la loro gestione dell'incidente.
Nell'aprile 2020, un parlamentare iraniano, il portavoce del comitato giudiziario del parlamento iraniano, ha dichiarato che l'esercito iraniano "ha svolto bene le sue funzioni", aggiungendo che "il movimento dell'aereo era molto sospetto" e che non erano stati fatti arresti in relazione all'incidente.

#### Proteste anti governative

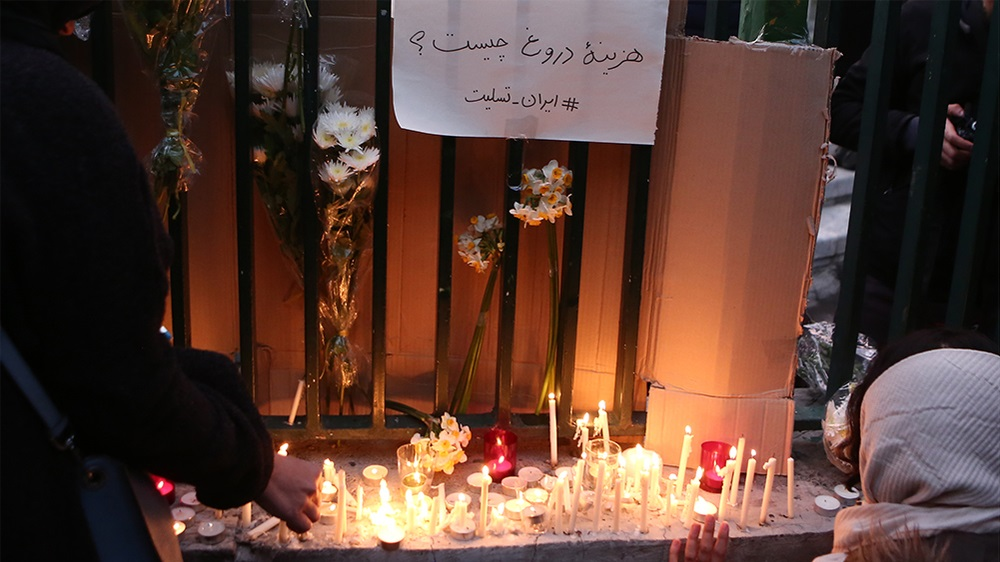
Memoriale all'Università di Amirkabir. Sopra i fiori e le candele, si può leggere "qual è il costo delle bugie?".

L'11 gennaio, in risposta all'ammissione del governo, migliaia di manifestanti si sono riversati nelle strade di Teheran e di altre città iraniane come Isfahan, Shiraz, Hamadan e Urmia. I videoclip su Twitter mostrano i manifestanti a Teheran che cantano "Morte al dittatore", un riferimento al leader supremo Ali Khamenei.
Più tardi lo stesso giorno, una grande folla di studenti si è radunata davanti alle università di Amirkabir e Sharif a Teheran, gridando slogan che condannavano l'inganno del governo riguardo all'incidente. Gli iraniani in lutto hanno definito Qasem Soleimani un assassino e hanno strappato le sue foto, sconvolgendo l'apparenza della solidarietà nazionale che aveva seguito la sua morte. La polizia antisommossa ha sparato gas lacrimogeni contro migliaia di manifestanti. Questi hanno cantato che non avevano bisogno solo di dimissioni, ma anche di procedimenti giudiziari contro i responsabili.
I residenti di Teheran hanno riferito a Reuters che la polizia era stata schierata nella capitale il 12 gennaio, con decine di manifestanti a Teheran che recitavano "Mentono che il nostro nemico è l'America, il nostro nemico è proprio qui", e decine di manifestanti si sono radunati anche in altre città.
Il principe ereditario iraniano Reza Pahlavi, in esilio, ha dichiarato che il leader supremo della Repubblica islamica Ali Khamenei è il responsabile dell'abbattimento. Il quotidiano riformista iraniano Etemad ha pubblicato il titolo dello striscione "Scusarsi e dimettersi".
Amnesty International ha riferito il 15 gennaio che l'11 e il 12 gennaio le forze di sicurezza iraniane hanno usato gas lacrimogeni, pallini appuntiti e spray al peperoncino contro manifestanti che protestavano pacificamente contro il governo che mentiva sull'abbattimento dell'aereo passeggeri.

#### Le famiglie delle vittime
Radio Farda ha riferito che, secondo un sito web persiano con sede a Zeytoun, gli agenti dell'intelligence iraniana hanno costretto le famiglie delle vittime a rilasciare interviste per la TV di stato, dichiarando il loro sostegno al governo iraniano, altrimenti non sarebbero stati consegnati i corpi delle vittime.
A febbraio, a Toronto, una proposta di azione collettiva è stata presentata alla Corte superiore di giustizia dell'Ontario contro l'Iran, il leader supremo iraniano Ali Khamenei e vari rami dell'esercito iraniano, tra gli altri. Gli avvocati delle famiglie delle vittime canadesi hanno chiesto un risarcimento di almeno 1,1 miliardi di USD. Il 3 aprile 2020, le famiglie delle vittime hanno formato un'associazione a Toronto, nell'Ontario, in Canada, per seguire il caso in sede legale. Il portavoce dell'associazione, Hamid Esmaeilion, ha affermato che lo scopo dell'associazione è "portare alla giustizia gli autori del crimine, compresi quelli che lo hanno ordinato".

#### I funerali
Le forze di sicurezza iraniane erano in allerta per non permettere alle persone di trasformare i funerali delle vittime di incidenti aerei in manifestazioni. Tuttavia, in alcune città iraniane come Esfahan e Sanandaj, i partecipanti hanno mostrato rabbia e hanno urlato slogan anti-governativi. Il leader supremo Ali Khamenei ha elogiato le forze armate del paese e ha descritto i manifestanti "ingannati dai media stranieri".

#### Gli arresti
Il 14 gennaio 2020, la magistratura iraniana ha annunciato che erano stati fatti diversi arresti per l'abbattimento accidentale dell'aereo. Il portavoce, Gholamhossein Esmaili, non ha nominato alcun sospetto né ha detto quanti sono stati detenuti. In un discorso televisivo, il presidente Rouhani ha dichiarato che la magistratura riunirà un tribunale speciale con un giudice di alto rango e decine di esperti per supervisionare le indagini.
Il 14 gennaio è stato annunciato che le autorità iraniane avevano arrestato la persona che aveva pubblicato un video dell'aereo abbattuto. Un giornalista iraniano di base a Londra che inizialmente ha pubblicato il filmato, ha insistito sul fatto che la sua fonte era al sicuro e che le autorità iraniane avevano arrestato la persona sbagliata. Secondo la Tasnim News Agency e la semi-ufficiale Fars News Agency, le autorità iraniane stanno cercando la persona o le persone che hanno distribuito il video.

### Ucraina
Il presidente Zelensky ha espresso le sue condoglianze ai parenti delle vittime e ha interrotto la sua visita diplomatica in Oman. In seguito, ha aggiunto che diversi velivoli erano stati preparati a Kiev per recarsi a Teheran per trasportare le salme. Il 9 gennaio è stata istituita una giornata nazionale di lutto, con bandiere ucraine che a mezz'asta. Ha anche annunciato ispezioni non programmate su tutti gli aerei di linea nel paese e ha chiesto agli ucraini di astenersi dal visitare l'Iran e l'Iraq per il momento. L'11 gennaio Zelensky ha dichiarato: "L'Ucraina insiste su una piena ammissione di colpa. Ci aspettiamo che l'Iran porti i responsabili alla giustizia, restituisca le salme delle vittime, paghi un risarcimento ed emetta scuse ufficiali. Le indagini devono essere complete, aperte e continuare senza ritardi o ostacoli".
Il 13 gennaio, il ministro degli Esteri ucraino, Vadym Prystaiko, ha affermato che cinque dei paesi che avevano cittadini a bordo dell'aereo di linea - Canada, Ucraina, Afghanistan, Svezia e un altro paese - si sarebbero incontrati a Londra il 16 gennaio per discutere di possibili azioni legali.

### Canada
Il ministro degli affari esteri canadese François-Philippe Champagne e il ministro dei trasporti Marc Garneau hanno entrambi espresso condoglianze alle famiglie delle vittime. Champagne ha annunciato di essere in contatto con il governo ucraino e Garneau che il Canada stava offrendo assistenza nelle indagini. Il primo ministro Justin Trudeau ha insistito sulla trasparenza e la giustizia per le famiglie delle vittime. Il 14 gennaio, Trudeau ha dichiarato che le tensioni e l'escalation tra Iran e Stati Uniti sono state responsabili dell'accaduto.
Il 31 marzo, il primo ministro Justin Trudeau ha annunciato la nomina di Ralph Goodale a consigliere speciale del governo canadese. Goodale "esaminerà le informazioni apprese" dal volo 752, dal volo Ethiopian Airlines 302, dal volo Air India 182 e da altre catastrofi aeree e "svilupperà un quadro per guidare le risposte del Canada alle catastrofi aeree internazionali".

### Regno Unito
Il primo ministro Boris Johnson ha chiesto il rimpatrio dei corpi delle vittime e si è impegnato a lavorare con il Canada e l'Ucraina.
L'ambasciatore del Regno Unito in Iran, Robert Macaire, era stato arrestato l'11 gennaio 2020 durante le proteste a Teheran con l'accusa di essersi unito alle manifestazioni contro il governo, ma è stato rilasciato poco dopo. Ha negato questo e ha chiarito di aver partecipato a un evento pubblicizzato come una veglia per rendere omaggio alle vittime, e se n'era andato cinque minuti dopo che le persone avevano iniziato a cantare. Il governo britannico ha definito il suo arresto una "violazione del diritto internazionale". Macaire era stato arrestato 30 minuti dopo aver lasciato la veglia alla quale ha dichiarato di aver partecipato, secondo The Guardian. Il giorno seguente, Macaire fu convocato al Ministero degli Affari Esteri, per spiegare la sua presenza durante la protesta. Gli Stati Uniti hanno sollecitato il regime iraniano a presentare all'ambasciatore britannico delle scuse formali.